# Astragalus ankylotos
Astragalus ankylotos es una especie de planta del género Astragalus, de la familia de las leguminosas, orden Fabales.
Fue descrita científicamente por Fisch. & C.A.Mey.